# SEAT Mii Electric
SEAT Mii Electric – samochód elektryczny klasy aut najmniejszych produkowany pod hiszpańską marką SEAT w latach 2019 – 2020.

## Historia i opis modelu

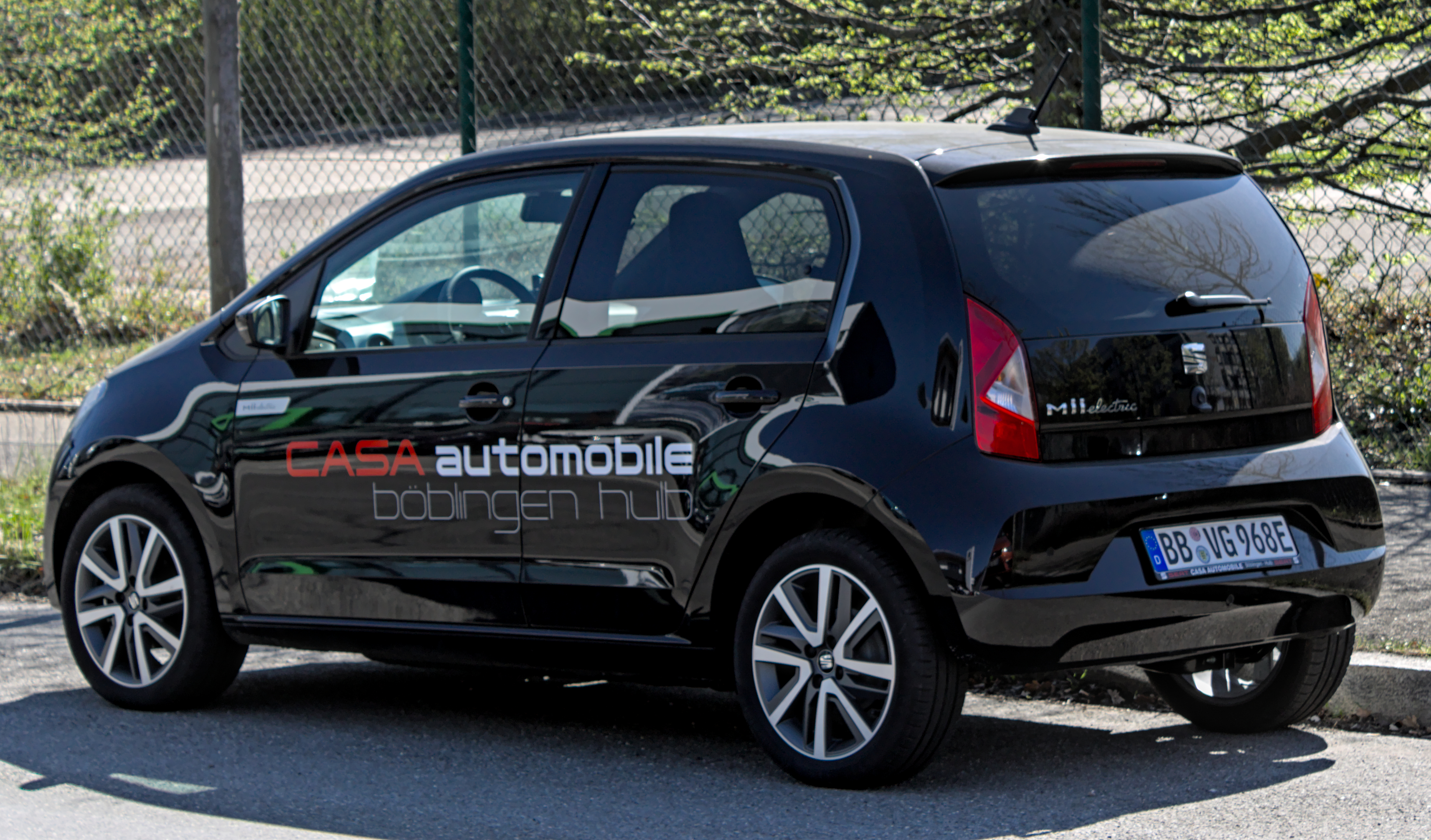
SEAT Mii Electric - tył

Mii Electric został zaprezentowany po raz pierwszy w czerwcu 2019 roku w Oslo. Jest to pierwszy, seryjnie produkowany samochód elektryczny hiszpańskiej marki. Pod względem wizualnym prezentuje się identycznie względem produkowanego w latach 2011-2019 modelu spalinowego. Przemodelowano jedynie kokpit - panel klimatyzacji i uchwyt na smartfona. 

### Dane techniczne
Pod względem technicznym jednak, wersja na prąd zastępująca dotychczasowy klasyczny wariant, jest zupełnie nowym samochodem. Samochód napędza 82-konny układ elektryczny o maksymalnym momencie obrotowym 210 Nm. Bateria ma pojemność 36,8 kWh, a maksymalny zasięg wynosi 260 km. Przyśpieszenie od 0 do 100 km/h równa się 12,5 sekundy.

### Sprzedaż
Technicznym bliźniakiem Mii Electric jest Volkswagen e-up! oraz Škoda Citigo iV, które wyposażone zostały w taki sam elektryczny układ napędowy. Produkcja Škody oraz SEATa ruszyła we wrześniu 2019 roku.